# Romica Puceanu
Romica Puceanu (née le 19 janvier 1927 à Bucarest où elle est décédée le 24 octobre 1996) était une soliste roumaine de musique Lăutari, d'origine rom. Elle a été surnommée la reine de la chanson Lăutari.

## Biographie
Elle est née en 1927 à Bucarest, fille du cymbaliste Constantin Puceanu (qui a joué au Hanul lui Manuc ) et petite-fille du violoniste Ion Puceanu de Teiș, Dâmbovița (dont les ethnomusicologues ont enregistré sur disque dans les années 1930 une version anthologique de la chanson épique Meșterul Manole ). Elle avait 5 frères : Culina, Veselina, Lorica, Gheorghe (appelé Boțogan) et Cuculeț. 

### Début artistique
En 1934, elle commence à chanter avec son père, puis s'impose comme soliste dans le taraf des frères Gore (Aurel et Victor), dont elle est la cousine , interprétant des chansons de banlieue. Elle débute à l'âge de 14 ans à Hanul Galben à Târgoviște.

### Carrière artistique
À partir de 1944, elle commence à être appelée de plus en plus souvent "Notre Reine" (des Roms). Entre 1945 et 1964, elle se fait un nom en chantant dans la plupart des bars des quartiers de Floreasca et Herăstrău.
En 1963, elle enregistre ses premiers titres sur le label Electrecord, faisant ses débuts discographiques avec deux disques d'ébonite. Ces enregistrements ont ensuite été réédités sur disque compact vinyle (EPC).
En 1964, elle enregistre le premier album avec le taraf des frères Gore au Studio Tomis du label Electrecord. À partir de 1970, elle commence à faire des tournées à l'étranger, notamment en Israël et celui aux États-Unis d'Amérique, importantes pour sa carrière.  
Les collaborations avec le violoniste Florea Cioacă et l'accordéoniste Andrei Mihalache commencent pendant cette période et un peu plus tard avec le violoniste Ion Albeșteanu.
Appréciée pour sa voix unique et pour les thèmes de ses chansons (l'amour, la vie, le temps), elle devient dans les années 1960 et 1970 la soliste de référence des cantece de pahar (en français : chansons de verre), une forme de musique Lăutari urbaine qui associe des éléments orientaux à certains roumains sur un fond tsigane. 
Probablement, si le système politique communiste de l'époque lui aurait permis de chanter et d'être entendue à l'étranger, elle serait devenue aussi connue aujourd'hui que Cesaria Evora  ou Billie Holiday . Elle este l'équivalent de Maria Tănase pour la minorité rom. En 1986, elle a déménagé à New York et, en 1991, elle est revenue en Roumanie.
Tout au long de sa carrière, elle a visité les États-Unis, le Japon, la Chine, Israël (avec Doina Badea ), la RDA . Elle a chanté dans divers restaurants de Bucarest : Salonul Spaniol al Restaurantului Caraiman, Capitol, Continental  (tous trois situés sur Calea Victoriei ), Monte Carlo de Cișmigiu,  Intercontinental,  Hôtel Flora (aujourd'hui Crowne Plaza). Elle a également chanté sur la scène du Théâtre "Constantin Tănase", aux côtés de Stela Popescu, Alexandru Arșinel, Nicu Constantin. Malgré ses succès, elle eut des problèmes d'alcool qui affectèrent sa voix vers la fin de sa vie. 

### Décès
Elle est décédée le 24 octobre 1996 à Bucarest, quelques jours après un accident de la route survenu le 19 octobre entre Dor Mărunt et Dragoș Vodă (județ de Călărași ). L'accordéoniste Viorel Fundament était également dans le véhicule, qui en ressort vivant. Les deux étaient partis pour un mariage à Constanța .
Romica Puceanu a été enterrée au cimetière Izvorul Nou (quartier de Dristor ), connu pour l'allée des Lăutari, où reposent d'autres musiciens célèbres : Nicușor Predescu, Fărâmită Lambru, Ion Albeșteanu . Lors de ses funérailles le chanteur Ion Albeșteanu a chanté pour elle.

## Style musical
La voix de Romica à un timbre pénétrant, à l'intonation naturelle et à l'ambitus impressionnant. Elle est doublée d'un sens de la mesure et de la tonalité proche de celui des instrumentistes.
Elle possédait tout un arsenal de notes, mêlant le vibrato naturel de la voix à des trilles spécifiquement contrôlés, et les sauts aux octaves supérieures étaient suivies de certaines cadences.
Comme point de départ, Romica Puceanu a travaillé le folklore de Munténie en l'adaptant au style Lăutari de Bucarest.
Aidée de Victor Gore et d'Aurel Gore qui s'aperçoivent qu'elle possède dès son plus jeune âge une réserve inépuisable de chansons de banlieue, notamment de nombreuses paroles pour l'époque et pour un violoniste urbain. Elle devient rapidement la chanteuse la plus populaire et la mieux payée, se transformant en l'image même du chanteur de musique Lăutari urbaine (mahala).

## Discographie
Romica Puceanu a eu de nombreuses apparitions discographiques contenant des enregistrements réalisés pendant la période 1964-1994, notamment sur le label Electrecord.